# Преписивање књига
Преписивање књига је била једна од важних делатности у манастирским библиотекама од средњег века до 19. века, која се састојала у изради рукописних књига.

## Делатност преписивања
Овом делатношћу су се бавили српски православни монаси, а књиге које су биле предмет преписивања су углавном биле теолошке тематике, богослужбене, црквене, али и житије светитеља, животописи владара и истакнутих личности. Такође, преписивани су и закони (Законоправило Светог Саве, Законик благовјераного цара Стефана)...
Преписивачка делатност је имала вишеструки значај, будући да је интервенцијама преписивача дошло до уласка српског народног језика у књижевност.
Историчар књижевности Павле Поповић је сматрао да: „кад је, први Србин преписивач старих свештених књига, јамачно у неком манастиру радећи, узео при преписивању поправљати језик тих књига и уносити у њега особине свог матерњег језика. То је моменат када се српска књижевност родила.”

### Ресавска школа
Преписивање књига и рукописа је било нарочито развијено у манастиру Манасија или Ресава, током 15. века. Ту су се окупљали монаси, књижевници и преводиоци, ради израде и преписивања књига, а један од најпознатијих је био Константин Филозоф, биограф деспота Стефана Лазаревића. Утицај овог манастира се проширио и на друге манастире: Љубостињу, Хиландар, Пећку патријаршију и Високе Дечане, али и на Македонију, Бугарску, Румунију и Русију. Због изразите вештине, делатност и утицај ових преписивача је познат као Ресавска школа, а тај термин често користе наставници у данашњим школама, када примете да ученици преписују.